# LZ 32
Der Zeppelin LZ 32 war das 32. Luftschiff des Grafen Zeppelin und das siebte Luftschiff der Kaiserlichen Marine.

## Geschichte
Die erste Fahrt von LZ 32 fand am 20. November 1914 statt. Die Marine übernahm das Luftschiff unter der militärischen Kennung L 7.
Am 21. November 1914 griffen drei englische Flugzeuge die schwimmende Bauhalle von LZ 32 auf dem Bodensee mit dem darin befindlichen Zeppelin mit leichten Bomben an. Das Luftschiff erlitt bei dem Luftangriff keine Schäden.
Ende Januar 1915 wurde L 7 an die Nordsee verlegt und führte Aufklärungsfahrten über See durch. Bei den vier Fahrten des Schiffs für Bombenangriffe auf die englische Ostküste konnte jedes Mal das Angriffsziel schließlich nicht angefahren werden.
Am 31. Januar 1916 wurde L 7 bei der Landung auf seinem Heimathafen Tondern schwer beschädigt, konnte aber wieder instand gesetzt werden.
Als der am 24. April 1916 durch Minentreffer schwer beschädigte Schlachtkreuzer Seydlitz zu seiner Basis Wilhelmshaven zurückkehrte, fuhr L 7 Luftsicherung für das angeschlagene Schiff.

## Ende von LZ 32/L 7
Am 4. Mai 1916 wurde L 7 bei einer Aufklärungsfahrt über der Nordsee nördlich von Horns Riff von den englischen Leichten Kreuzern Phaeton und Galatea beschossen, wobei das Luftschiff Treffer in seine Gaszellen erhielt und Höhe verlor. Die Leichten Kreuzer gehörten zu den Verbänden, die das Flugzeugmutterschiff Engadine bei einer Angriffsfahrt gegen den Luftschiffhafen von Tondern schützten. Auch das englische U-Boot E31 gehörte zur Sicherung der Engadine und sichtete den niedrig fahrenden Zeppelin. Im Glauben, das Luftschiff greife an, tauchte E31 weg. Als aber das U-Boot durch sein Periskop den beschädigten Zeppelin treiben sah, tauchte E31 wieder auf und schoss L 7 ab. Auf L 7 gab es elf Tote. Sieben Mann der Besatzung wurden von E31 gerettet.

## Technische Daten
- Traggasvolumen: 22.500 m³ Wasserstoff
- Länge: 158,0 m
- Durchmesser: 14,90 m
- Nutzlast: 9,2 t
- Antrieb: drei Maybach-Motoren von je 210 PS (154 kW)
- Geschwindigkeit: 22,4 m/s

## Kommandanten (Auswahl)
- Kapitänleutnant Erich Sommerfeldt
- Kapitänleutnant Otto von Schubert: von November 1915 bis Januar 1916